# Capital One Arena
Le Capital One Arena (auparavant MCI Center, surnommé Phone Booth et Verizon Center) est une salle omnisports située à Washington, dans le quartier de Chinatown. Elle accueille plus de 220 événements (rencontres sportives et concerts) par an. Sa capacité varie de 18 506 places lors des matches de hockey sur glace à 20 282 places lors des rencontres de basket-ball, de plus elle dispose de 104 suites de luxe, 6 executive suites et 3 000 sièges de club.
Inauguré en 1997, le Capital One Arena est le domicile de deux équipes de basket-ball : l'équipe masculine des Wizards de Washington et l'équipe masculine universitaire des Hoyas de Georgetown. C'est également le domicile de l'équipe de hockey des Capitals de Washington. Il abritait également les Mystics de Washington en basket-ball féminin jusqu'à ce que cette équipe déménage dans la plus petite Entertainment and Sports Arena (en) du sud-est de Washington en 2019.

## Histoire
Les travaux commencèrent le 18 octobre 1995 et le bâtiment, conçu par la firme Ellerbe Becket, fut inauguré le 2 décembre 1997, pour un coût de construction estimé à 260 millions de dollars. D'abord nommé « MCI Center », il est rebaptisé « Verizon Center » le 5 mars 2006, à la suite du rachat de MCI par Verizon. Son lien avec ces deux compagnies de télécommunications lui a valu le surnom de « Phone Booth » (« la cabine téléphonique »). Le 9 août 2017, l'aréna change de nom pour devenir le Capital One Arena, mettant un terme à plus de 10 ans de partenariat avec Verizon.
Le MCI Center remplaça le vétuste Capital Centre, situé à Landover dans le Maryland, qui fut démoli en 2002. Certains[Qui ?] se sont plaints de la construction du bâtiment, qui est venue bouleverser la disposition historique des rues de la ville. Son rôle dans la gentrification du quartier de Chinatown, où la hausse des loyers a contraint beaucoup de petites entreprises chinoises à fermer, a également suscité des critiques.
Le propriétaire du stade est Washington Sports & Entertainment, détenteur de la franchise des Wizards de Washington, mais il se situe sur un terrain louée à la ville.
En 2003, une scène de la comédie Président par accident de Chris Rock fut tournée dans le Verizon Center.

## Rencontres importantes
16 juin 1998 - Capitals de Washington vs. Red Wings de Détroit : Les Capitals perdent 4-1 contre les Red Wings et sont ainsi défaits 4 matchs à 0 dans la finale de la Coupe Stanley 1998. C'était la première participation à la grande finale pour les Capitals.
21 février 2003 - Wizards de Washington vs. Nets du New Jersey : Michael Jordan marque 43 points, il devient le seul joueur de plus de 40 ans à dépasser les 40 points marqués dans un match de NBA. Les Wizards gagnent 89-86.
5 avril 2003 - Capitals de Washington vs. Penguins de Pittsburgh : Peter Bondra remplace Mike Gartner en tant que meilleur pointeur des Capitals de Washington. Les Capitals gagnent 5-3.
30 avril 2004 - Wizards de Washington vs. Bulls de Chicago : Les Wizards gagnent leur premier match de playoffs en presque 17 ans avec une victoire 117-99. C'est également le premier match des éliminatoires à se dérouler dans le district de Columbia (l'équipe jouait auparavant à Landover).
6 mai 2005 - Wizards de Washington vs. Bulls de Chicago : Les Wizards battent les Bulls 94-91 et gagnent les quarts de finale de la Conférence Est 4 parties à 2. Le match marque la première victoire de séries éliminatoires pour les Wizards en 23 ans.

## Événements
- WCW Starrcade, 28 décembre 1997
- 1er et 2e tours du tournoi du Championnat NCAA de basket-ball, 1998, 2002 et 2008
- Finales de la Coupe Stanley, 13 et 16 juin 1998
- WCW Starrcade, 27 décembre 1998
- WCW Starrcade, 19 décembre 1999
- WWE Backlash, 30 avril 2000
- WCW Starrcade, 17 décembre 2000
- NBA All-Star Game 2001, 11 février 2001
- concerts de U2, Elevation Tour, 14 et 15 juin 2001
- Concerts de Madonna (Drowned World Tour), 10 et 11 août 2001
- WNBA All-Star Game 2002, 15 juillet 2002
- Championnats du monde de patinage artistique 2003, 24-30 mars 2003
- Concerts de Madonna (Re-Invention Tour), 13 et 14 juin 2004
- Tournoi final de basket-ball masculin de la Atlantic Coast Conference (ACC), 2005
- WWE SummerSlam 2005, 21 août 2005
- concerts de U2, Vertigo Tour, 19 et 20 octobre 2005
- Tournoi Washington, D.C. Regional du Championnat NCAA de basket-ball, 24 et 26 mars 2006
- WNBA All-Star Game 2007, 15 juillet 2007
- WWE Cyber Sunday, 28 octobre 2007
- WWE Saturday Night's Main Event, 2 août 2008
- NCAA Frozen Four, 9 et 11 avril 2009
- Survivor Series 2009, 22 novembre 2009
- Capitol Punishment, 19 juin 2011
- concert de One direction,Take me home tour
- Concert de Madonna (The MDNA Tour), 23 et 24 septembre 2012
- Concert de Lady Gaga, The Born This Way Ball Tour, 25 février 2013
- Concert de Lady Gaga (artRAVE : The ARTPOP Ball), 15 mai 2014
- Concert de Madonna (Rebel Heart Tour), 12 septembre 2015
- Concerts de Madonna (The Celebration Tour), les 18 et 19 décembre 2023
- Concert du groupe de K-Pop Ateez le 6 août 2024 pour leur tournée américaine Towards the Light : Will to Power

## Galerie

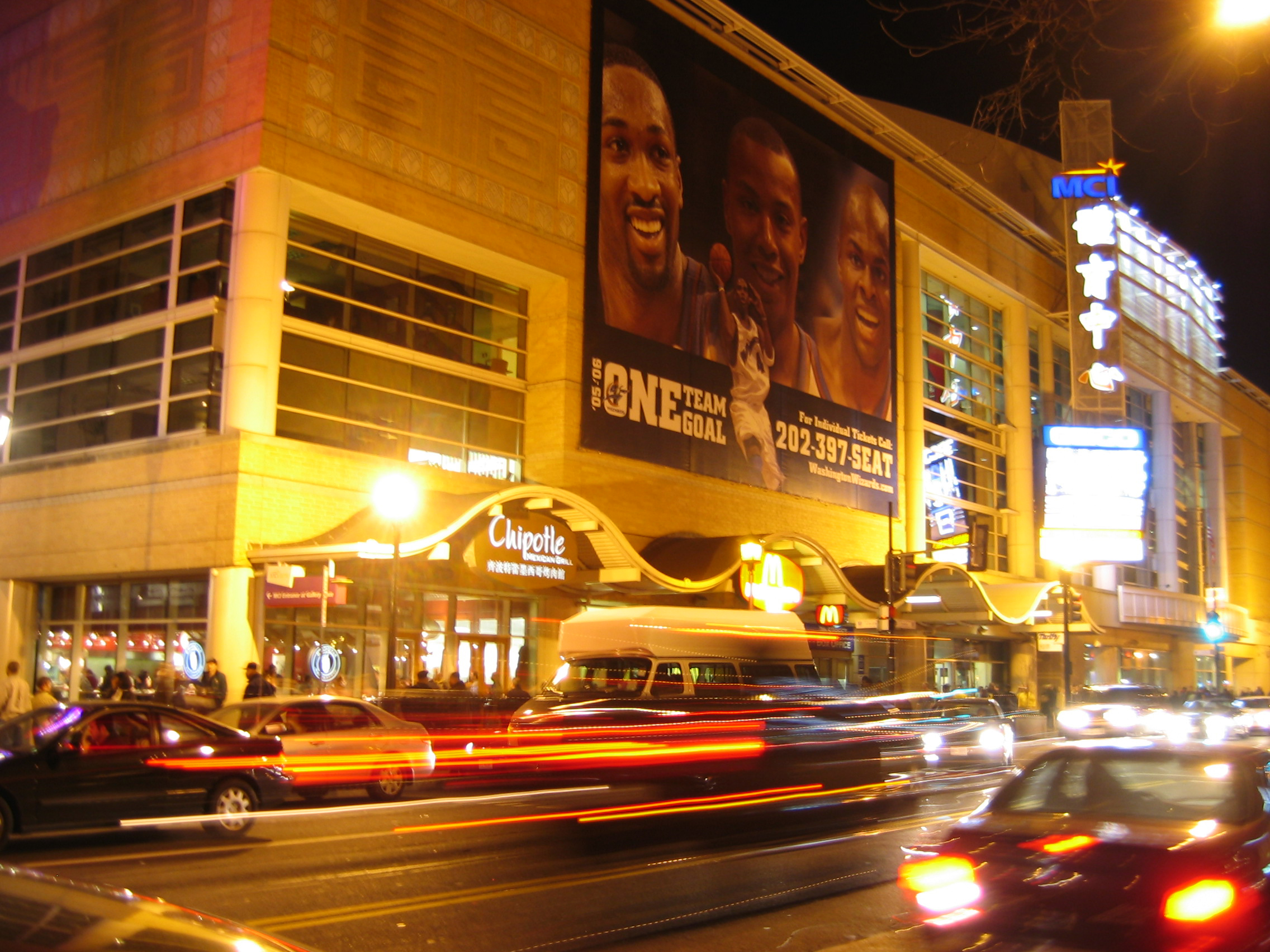
Vue extérieure
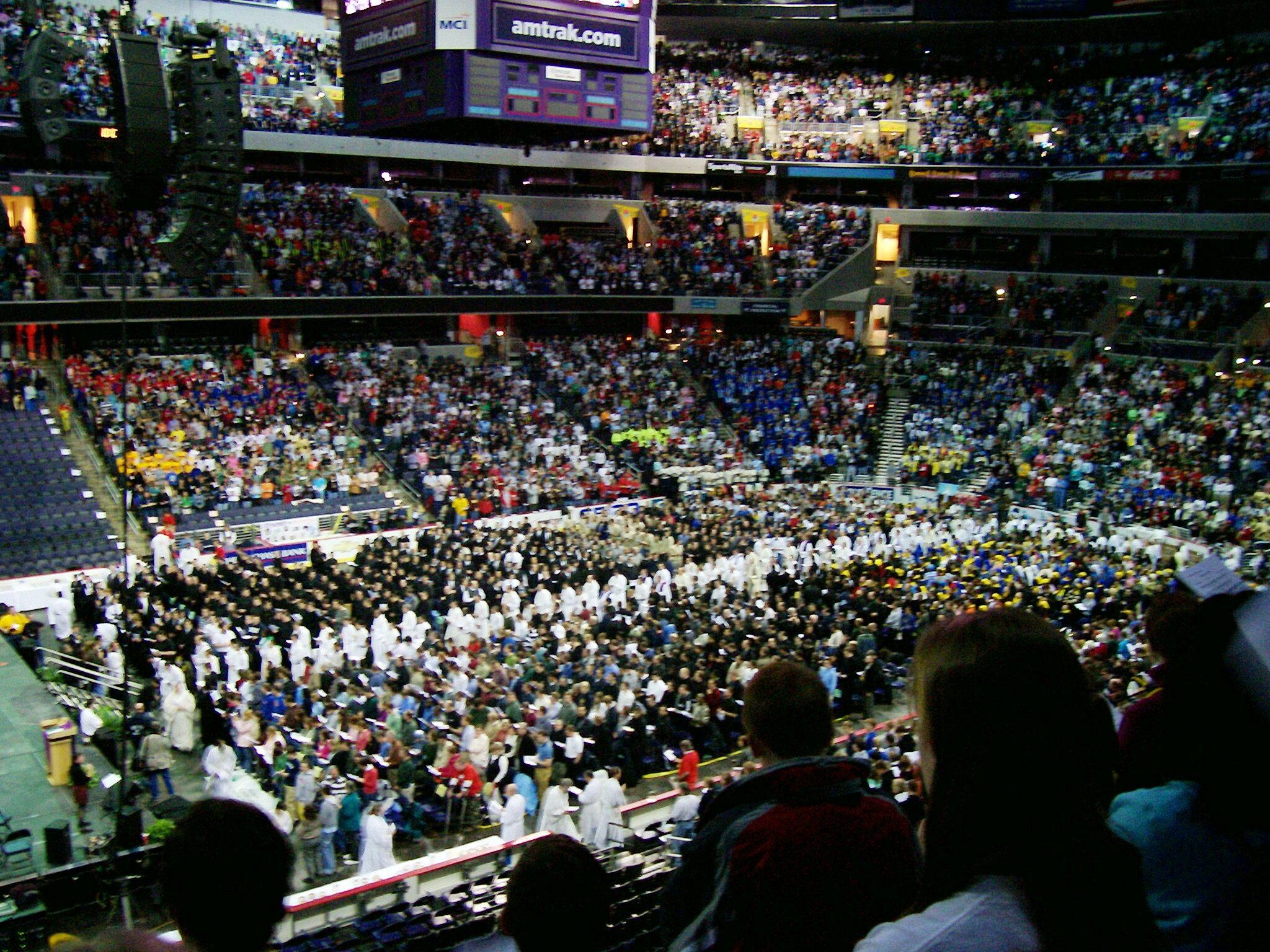
Rassemblement religieux
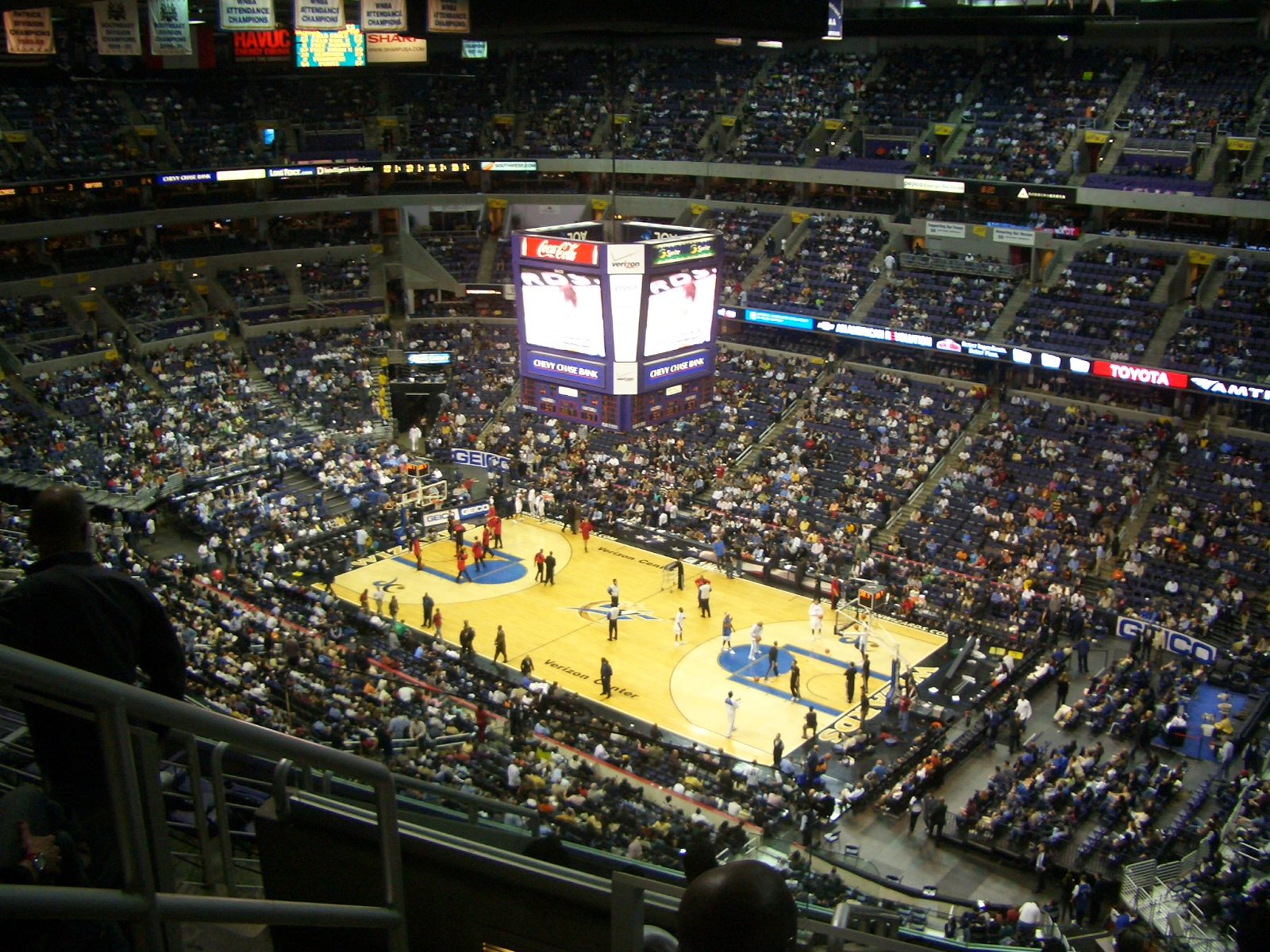
Match des Wizards
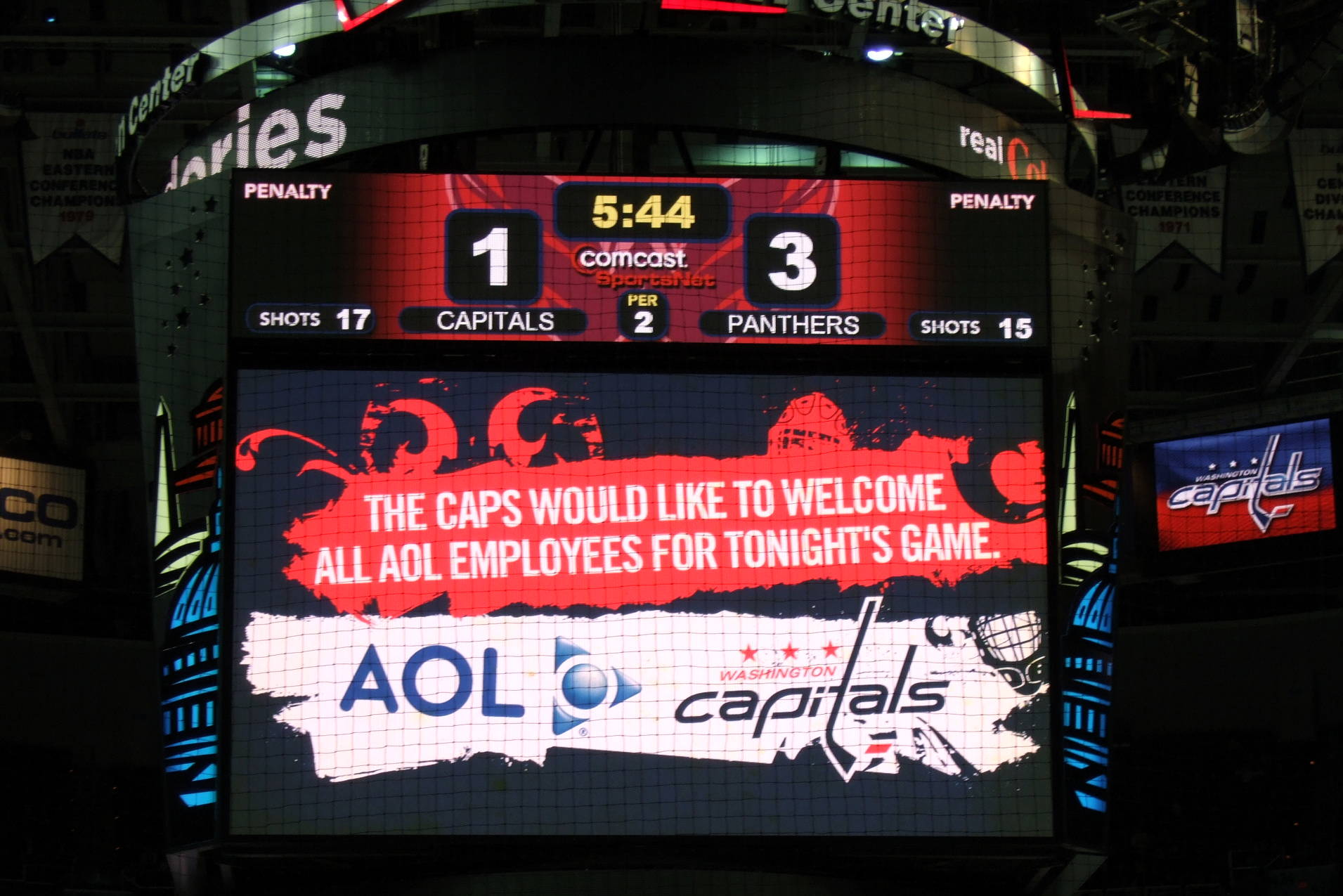
Nouveaux écrans (déc. 2007)
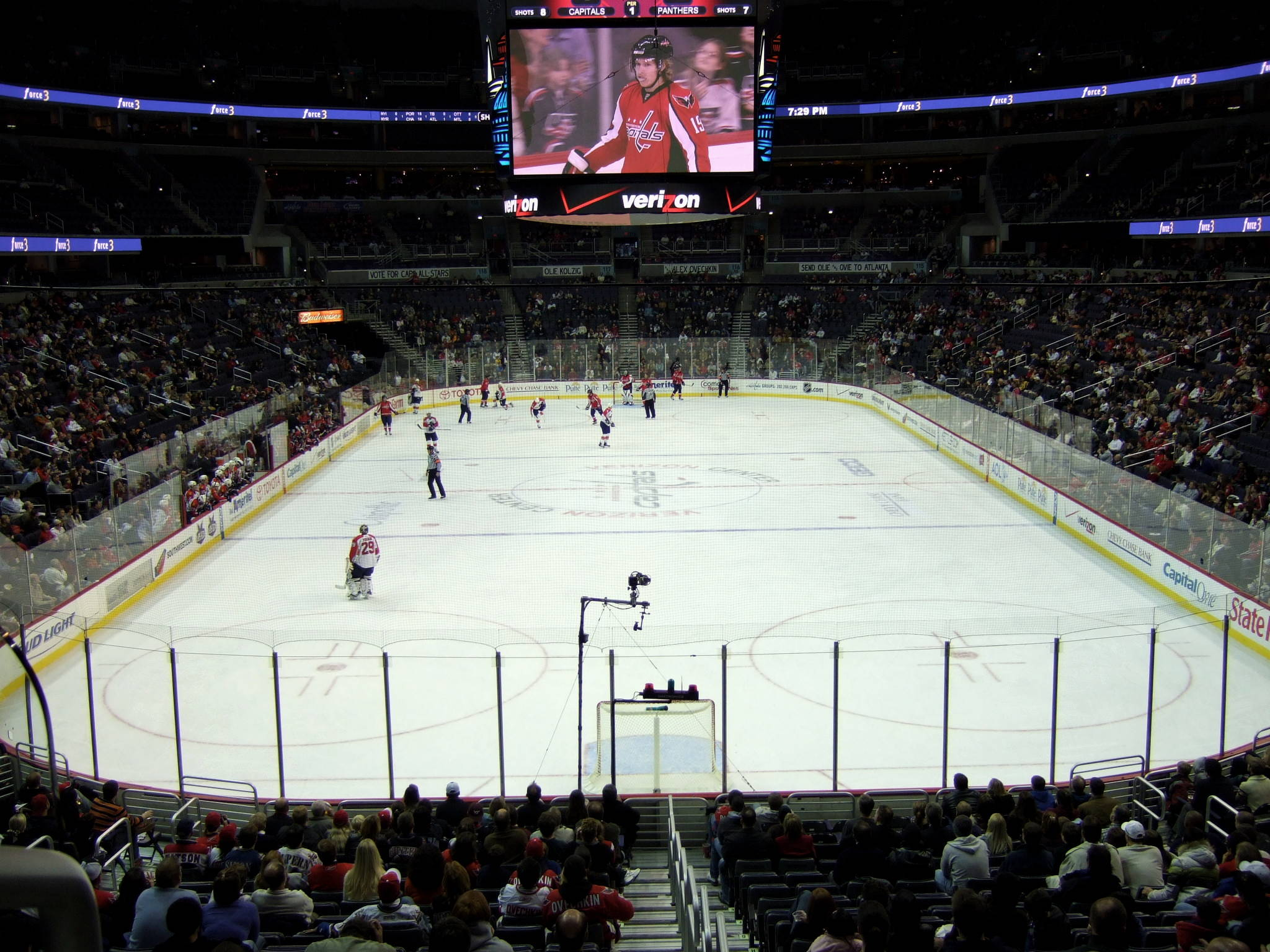
Match de hockey (déc. 2007)
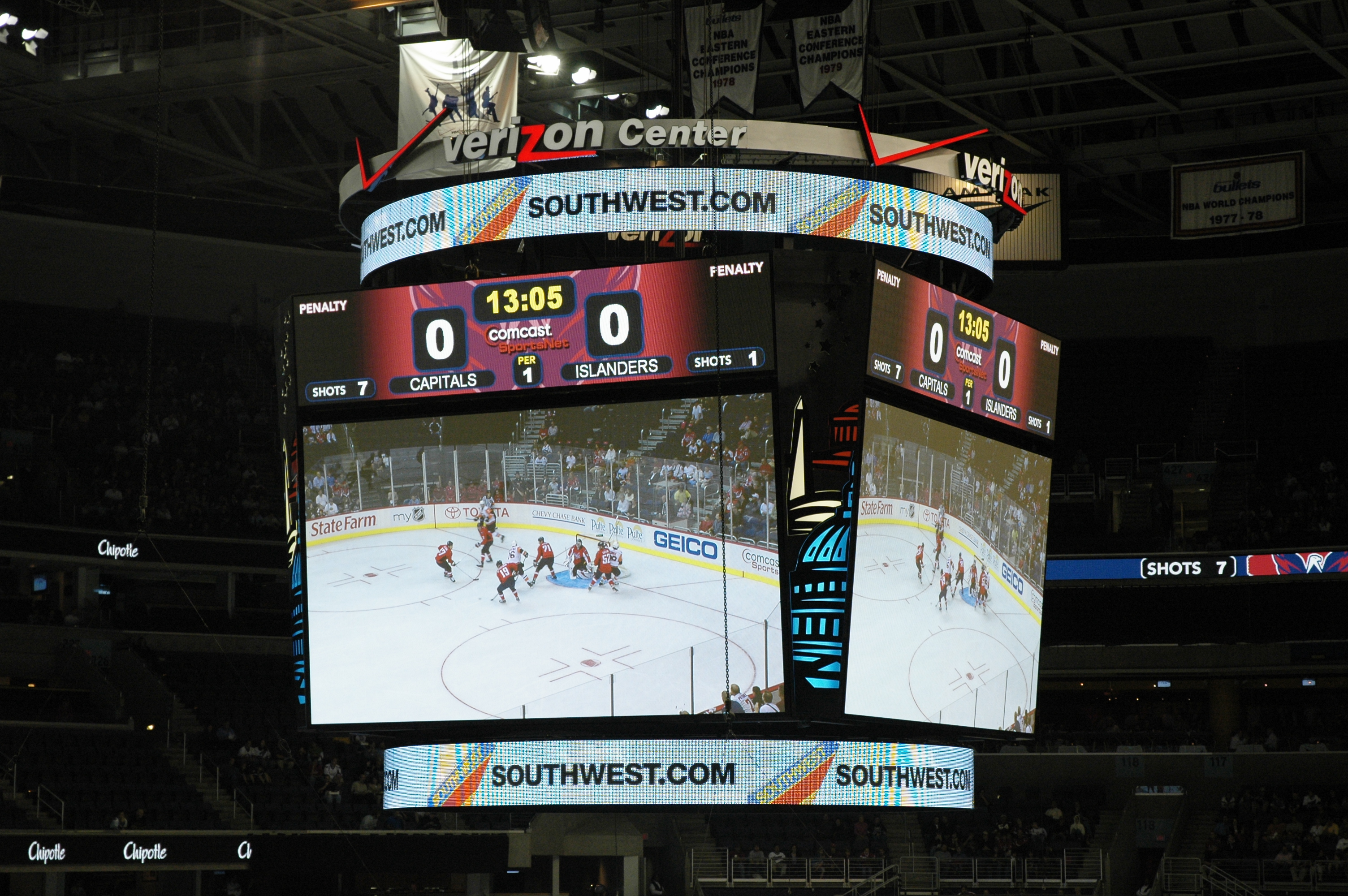
Tableau d'affichage actuel
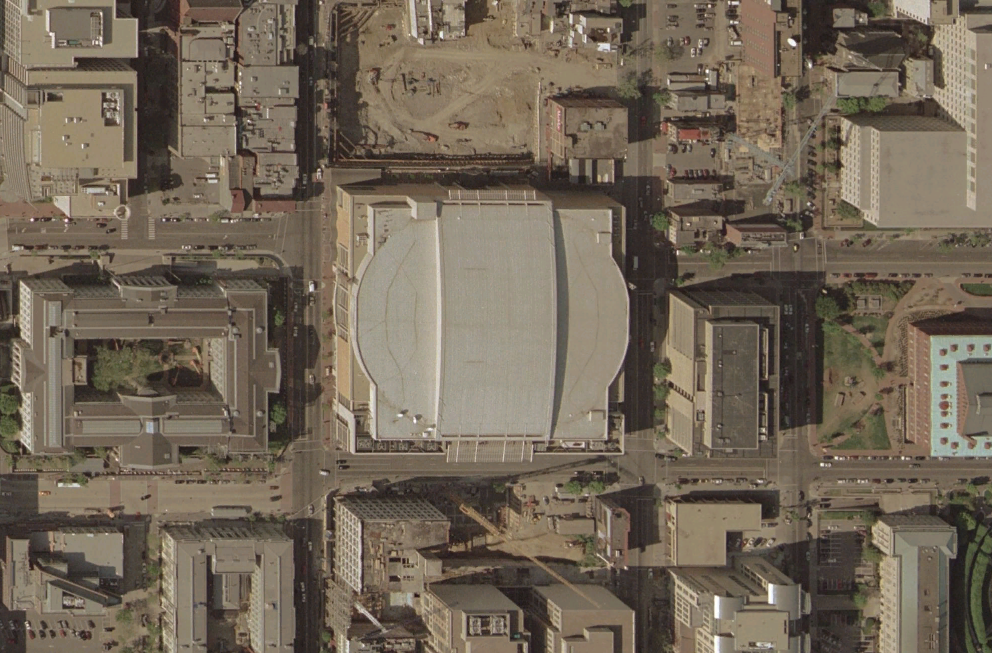
Image satellite